# You Have 0 Friends
«You Have 0 Friends» (en España y en Hispanoamérica «Tienes 0 Amigos en Facebook» o «Usted Tiene 0 Amigos») es el cuarto episodio de la decimocuarta temporada de la serie de televisión estadounidense de animación South Park, y el episodio N.° 199 de la serie en general. Se emitió por primera vez en Comedy Central en Estados Unidos el 7 de abril de 2010. En el episodio, Kyle, Cartman y Kenny le hacen a Stan un nuevo perfil de Facebook contra su voluntad y eso provocó una extremadamente frustración con todo el mundo pidiéndole solicitudes de amistad. Después de que él se cansa de Facebook, Stan intenta borrar su perfil, pero es «succionado» en un mundo virtual de Facebook.
Mientras tanto, Kyle comienza a tratar de encontrar maneras de conseguir más amigos en Facebook después de que él los empieza a perder drásticamente debido a un usuario sin amigos de tercer grado de Facebook, a quien todo el mundo considera un perdedor.
El episodio fue escrito y dirigido por el cocreador Trey Parker y fue calificado como TV-MA L en los Estados Unidos. «You Have 0 Friends» cuenta con varias referencias al popular servicio de redes sociales Facebook, y la red social de juego FarmVille.

## Trama
Kyle, Cartman y Kenny sorprenden a Stan mediante la creación de una cuenta Facebook para él. Stan protesta de que no quiere "dejarse atrapar en Facebook" por la obsesión que tiene muchos, pero rápidamente es presionado por su familia y amigos para agregarlos como amigos. Para su disgusto y frustración, Stan se encuentra con gente como Randy, su abuela, e incluso Wendy le enfrenta sobre su supuesta indiferencia por ellos y juzgar su amistad en el mundo real solo por su configuración en Facebook.
Mientras tanto, Kyle añade por lástima al tímido nerd llamado Kip Drordy, el cual, cada vez más entusiasmado y excitado, llevar su computadora al cine y pasa tiempo en la granja virtual de Kyle. Sus padres, sin darse cuenta de su uso del término "amigo", creyeron que Kyle vivía literalmente en una granja. El número de amigos de Kyle en Facebook disminuye rápidamente debido a esto. Kyle se encuentra con Cartman para saber por qué todos lo eliminan; él le dice que por haber agregado a un perdedor como un amigo, nadie quiere tener nada que ver con él, por lo que le indica que tiene que eliminarlo de su lista de amigos. Kyle, por principios y por lástima, no se atreve a borrar a Kip para complacer a los demás. Desesperado por detener la pérdida de amigos, le pide un consejo a Cartman. Entonces Cartman introduce a Kyle a Chatroulette como una manera de hacer nuevos amigos, pero lo único que encuentran son hombres "haciéndose una paja" en la cámara. Cartman finalmente encuentra a otro niño judío llamado Isiah, que acepta ser amigo de Kyle, para su deleite.
Mientras tanto, Stan tiene ahora 845 323 amigos (casi todos de los que apenas conoce o no sabe) en su cuenta y finalmente decide eliminarlo, sólo para descubrir que Facebook se niega a permitirlo. En lugar de eliminar su cuenta, una fuerza transporta a Stan al mundo virtual de Facebook, donde se encuentra con "perfiles" de todo el mundo que se comunican con la jerga de Facebook y se ve obligado a participar en actividades tales como el Yahtzee, un juego que a Stan no le gusta a pesar de ser particularmente bueno en eso. Él gana en la primera tirada y después se le informa que no se esperaba que ganara y que, al hacerlo, ha hecho las cosas complicadas. Stan se escapa y encuentra su camino a la granja de Kyle. Stan culpa a Kyle por haberlo registrado en Facebook en primer lugar.
Stan ordena a Kyle a revisar su estado de perfil y Kyle descubre que Stan tiene supuestamente una fiesta en otra parte de Facebook en Café World. Allí, Stan descubre que su perfil ha adquirido una vida propia y se ha rebelado contra él. Kyle llega a fiesta de Stan, sólo para encontrar que Isiah se ha negado a ser su amigo por Kip, a pesar de que vive en Nueva York y nunca lo conoció ni escuchó hablar de él. Desesperado por conservar algunos amigos, Kyle finalmente decide borrar a Kip, dejándolo sin amigos. Kip también queda devastado porque su amigo lo ha abandonado.
En la fiesta, Stan se encuentra con su perfil en línea, que tiene la forma de una inmensa versión monstruosa de sí mismo. Él lo reta a un juego de Yahtzee, el cual gana Stan, de nuevo en la primera tirada, haciendo que el perfil sea finalmente eliminado. La victoria de Stan lo devuelve al mundo real. Ahora no tiene ningún amigo en Facebook.
De vuelta en casa de Kip, él aún está deprimido por lo que le hizo Kyle, pero luego se alegra cuando revisa su perfil y encuentra los 845 323 amigos que tenía Stan.